# 솔저스 걸
솔저스 걸(Soldier's Girl)은 캐나다에서 제작된 프랭크 피어슨 감독의 2003년 드라마 영화이다. 트로이 가리티 등이 주연으로 출연하였고 도로 바치라치 등이 제작에 참여하였다.

## 출연

### 주연
- 트로이 가리티
- 리 페이스

### 조연
- 안드레 브라우퍼
- 숀 하토시
- 필립 에돌스
- 메어윈 몬디저
- 댄 페트로뇨빅
- 마이크 리얼바
- 지니 칼레자
- 바클레이 홉
- 툴시 발람
- 빈스 코라자
- 캐스린 젠너
- 켄트 스테인즈
- 켄달 나이츠
- J.C. 케니

## 제작진
- 공동제작: 론 니스워너
- 라인프로듀서: 레나 코디나
- 미술: 린지 허머-벨
- 세트: 데이빗 에드가
- 의상: 패트릭 앤토시
- 배역: 더글러스 아이벨